# Carson City (Michigan)
Carson City – miasto w Stanach Zjednoczonych, w stanie Michigan, w hrabstwie Montcalm.